# Marca de Nordgau
Marca de Nordgau (sau Marca bavareză de Nordgau) a constituit o marcă de frontieră situată în nordul Ducatului de Bavaria. Marca acoperea cu aproximație regiunea actualului Oberpfalz (Palatinatul Superior) de-a lungul râului Main. Principalele orașe din Nordgau erau întemeiate de franci: Nürnberg și Bamberg. 
Nordgau a fost ocupat de către franci în timpul merovingienilor. Marea fortăreață de la Wogastisburg a fost construită la insistența Sfântului Bonifaciu, de către majordomul Carol Martel. Carol cel Mare a pătruns în Nordgau dinspre Bavaria în 788, aducându-i pe franci în contact direct cu boemii. Din acest motiv, Nordgau a fost numit uneori și ca Marca Boemă .
Nordgau a fost prima dată separată de Bavaria în 938, ca urmare a morții ducelui Arnulf de Bavaria din 937. Regele Otto I "cel Mare" l-a numit pe Berthold, deja devenit puternic în districtele de Radenzgau și Volkfeld din Franconia răsăriteană, pentru a administra regiunea Nordgau ca pe o marcă distinctă. Au existat anumite semne de întrebare dacă Nordgau a fost sau nu separat de Bavaria cu acea ocazie sau dacă acest lucru s-a petrecut abia în 976, ca o consecință a răscoalei ducelui Henric al II-lea de Bavaria.
În 1004, Henric al II-lea, duce de Bavaria și rege al Germaniei, l-a depus pe Henric de Schweinfurt din Nordgau și a acordat autoritatea temporală asupra regiunii principelui-episcop de Bamberg, a cărui carieră a favorizat-o permanent. Cu toate acestea, titlul de margraf a supraviețuit în regiune în succesiunea mai multor familii. Descendenții lui Henric au utilizat titlul de "margraf de Schweinfurt" și de Ratpotonen, primit în cele din urmă titulatura prin concesie regală și devenit "margraf de Vohburg".
Pe parcursul secolelor al XI-lea și al XII-lea, Nordgau a constituit o cărare pentru armatele invadatoare ale ducilor de Boemia și Regatului Ungariei și pentru contraatacurile trupelor din Sfântul Imperiu Roman.